# Mentzelia springeri
Mentzelia springeri är en brännreveväxtart som först beskrevs av Paul Carpenter Standley, och fick sitt nu gällande namn av Ivar Frederick Tidestrøm. Mentzelia springeri ingår i släktet Mentzelia och familjen brännreveväxter. Inga underarter finns listade i Catalogue of Life.